# Сунилда
Сунилда също Шванхилда (Sunilda; Svanhild; Swanhild; Svanhildr; † 375) е кралица на остготите.

## Биография
Според северната митология и Цикъл Вьолсунг дъщеря на Зигурд и Гудрун и израства в двореца на доведения си баща крал Йонакур.
Омъжва се за вече стария крал на остготите Ерманарих (Йормунрекр; Jörmunrekkr). Синът му Рандвер обаче иска да я спечели за себе си. Ерманарих нарежда обесването на сина си, a Сунилда оставя да я смачкат конете му. За да отмъсти за дъщеря си Гудрун изпраща синовете си Сьорли и Хамдир, полубратя на Сунилда при Ерманарих и те му отрязват ръцете и краката. Затова народът на Йормунрекр ги замерил с камъни.